# Juan-Carlos-I.-Station
Die Juan-Carlos-I.-Station, benannt nach dem vormaligen spanischen König, Juan Carlos I. (spanisch Base Antártica Española Juan Carlos Primero), ist eine saisonal betriebene (November bis März) antarktische Forschungsstation Spaniens auf der Hurd-Halbinsel der Livingston-Insel in den Südlichen Shetlandinseln.

## Beschreibung
Sie liegt  an der Küste der Española Cove, in den nördlichen Ausläufern des Queen Sofia Mount und 2,7 km südsüdwestlich der bulgarischen St.-Kliment-Ohridski-Station. Die beiden Stationen sind durch eine 5,5 km lange Überlandroute via Johnsons-Gletscher, Charrúa Gap, Contell-Gletscher und Krum Rock verbunden.
De Forschungsstation wird betrieben durch die Marine-Technologie-Einheit des Consejo Superior de Investigaciones Científicas (CSIC). Die Entfernung zur spanischen Antarktisbasis, der Gabriel-de-Castilla-Station auf Deception Island, beträgt etwa 20 km.
Die Station wurde im Januar 1988 eröffnet, wurde seit dieser Zeit jedoch mehrfach grundlegend neu errichtet und modernisiert. Die letzte Renovierung erfolgte 2018. Die Einweihung erfolgte durch den spanischen Wissenschaftsminister (Ministerio de Ciencia e Innovación) Pedro Duque am 2. Februar 2019. In dieser letzten Erweiterung wurde die Kapazität zur Unterbringung auf 50 Personen verdoppelt und die Laborkapazitäten erweitert.

Emblem der Station
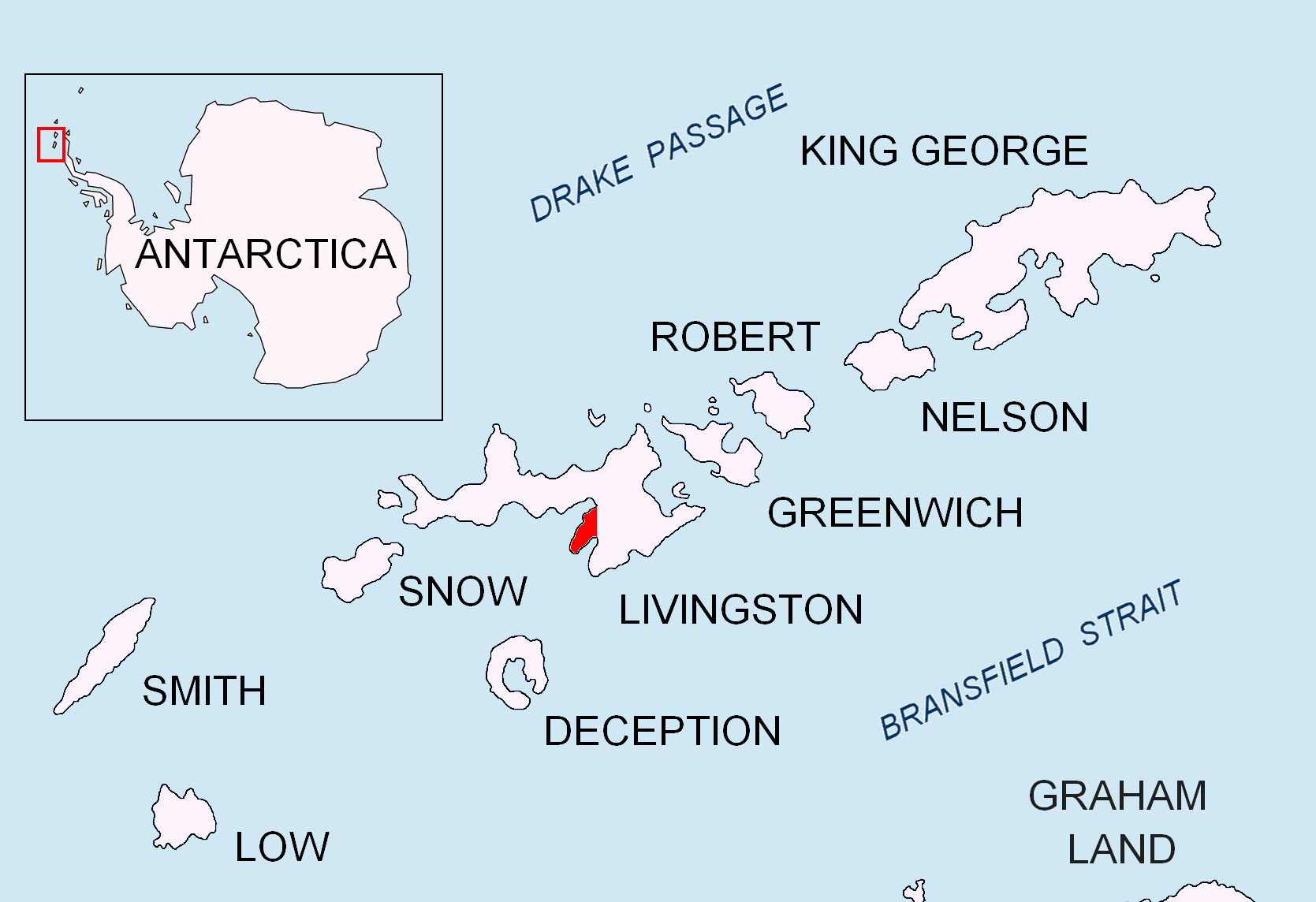
Lage der Hurd-Halbinsel auf der Livingston-Insel, Südliche Shetlandinseln.
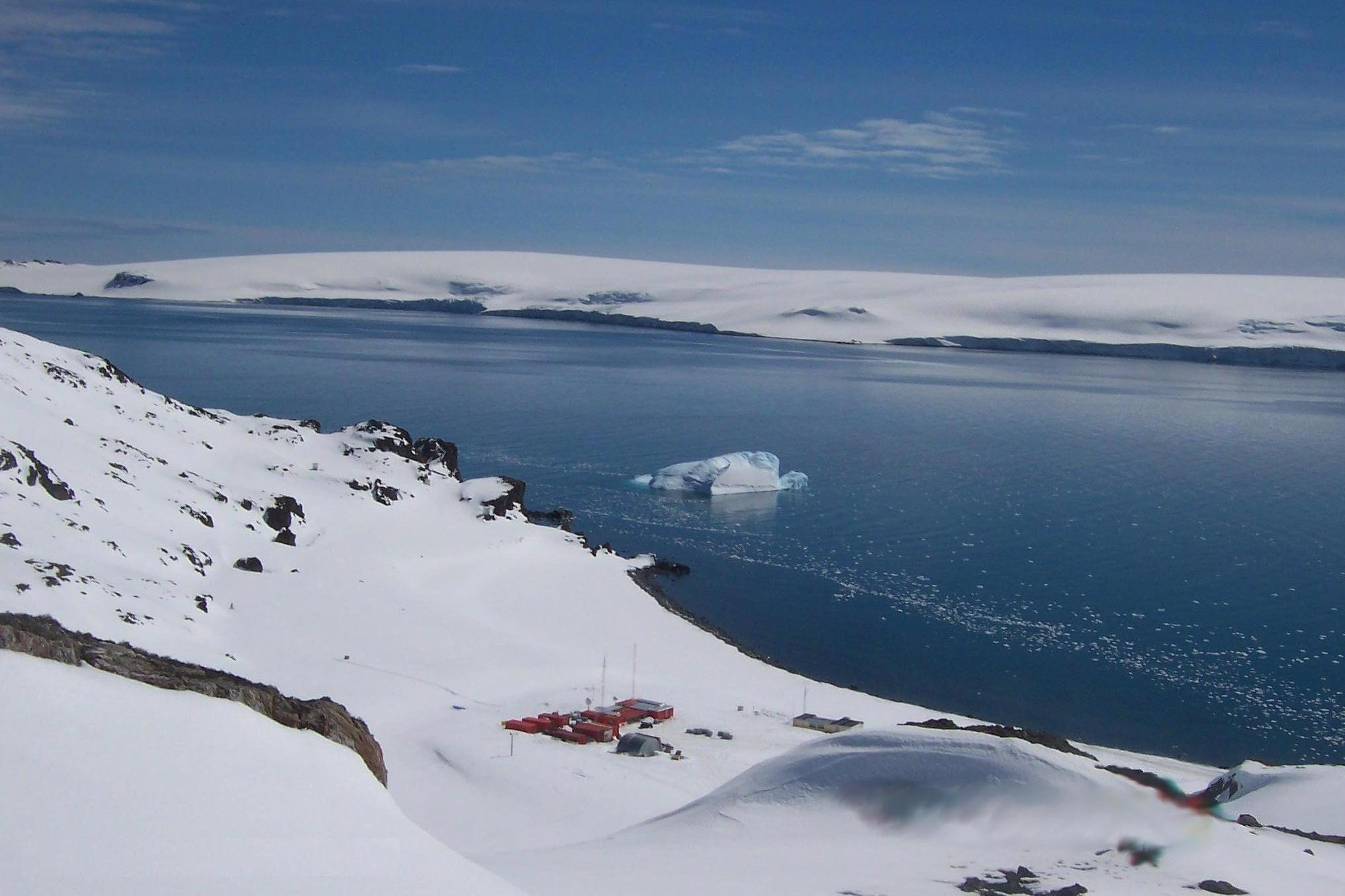
Alte Basis, mit der South Bay und dem Ereby Point im Hintergrund, Aufnahme vor 2008
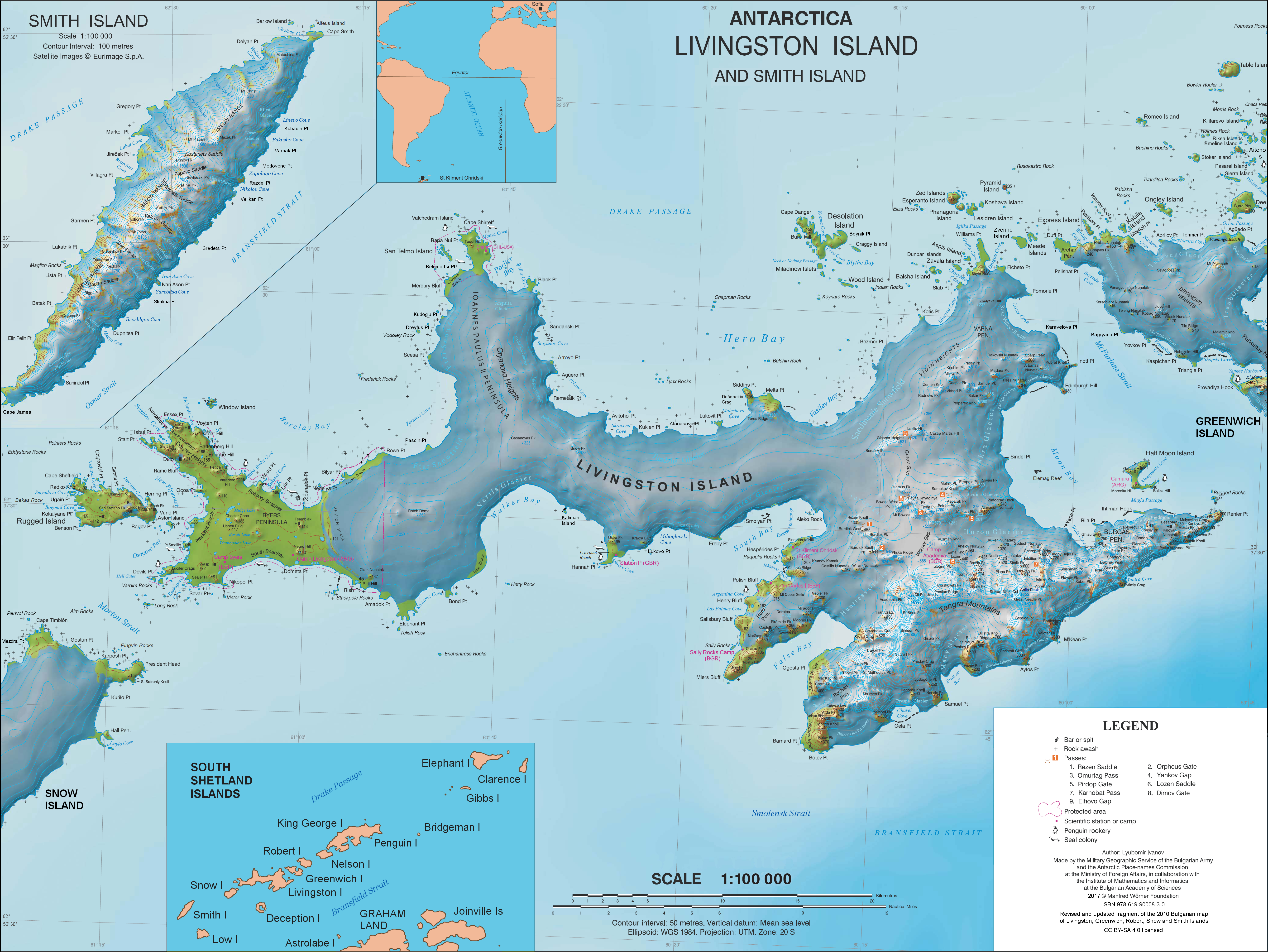
Karte der Livingston-Insel mit den Stationen in rot eingezeichnet